# Paracryphiales
Paracryphiales é uma ordem de plantas com flor que é colocada dentro do clado das campanulídeas (euasterídeas II)
Inclui uma só família, Paracryphiaceae, com três géneros e 25 espécies.
Apresentam inflorescências racemosas, flores com quatro peças em cada anel, filamentos curtos com a teca mais ou menos embebida no tecido conectivo. O fruto é uma cápsula septicida.

## Posicionamento
- clado das asterídeas (em inglês, "asterids")
  - ordem Cornales
  - ordem Ericales
  - clado das lamiídeas ou euasterídeas I (em inglês, "euasterids I" ou "lamiids")
    - família Boraginaceae -- colocada sem ordem
    - família Icacinaceae -- colocada sem ordem
    - família Metteniusaceae -- colocada sem ordem
    - família Oncothecaceae -- colocada sem ordem
    - família Vahliaceae -- colocada sem ordem
    - ordem Garryales
    - ordem Gentianales
    - ordem Lamiales
    -  ordem Solanales

  -  clado das campanulídeas ou euasterídeas II (em inglês, "euasterids II" ou "campanulids")
    - ordem Apiales
    - ordem Aquifoliales
    - ordem Asterales
    - ordem Bruniales
    - ordem Dipsacales
    - ordem Escalloniales
    -  ordem '''Paracryphiales'''